# Política das Bahamas
As Bahamas são uma monarquia constitucional parlamentar chefiada pelo rei Carlos III do Reino Unido em seu papel de Rei das Bahamas. A política das Bahamas ocorre dentro de uma estrutura de democracia parlamentar, com um Primeiro-Ministro como Chefe do Governo . As Bahamas são um país independente e membro da Comunidade das Nações. Como uma ex-colônia britânica, suas tradições políticas e jurídicas seguem de perto as do Reino Unido. O rei Carlos III é o chefe de estado, mas o poder executivo é exercido pelo gabinete. O poder legislativo está investido nas duas câmaras do parlamento. O Judiciário é independente do executivo e do legislativo e a jurisprudência é baseada no direito consuetudinário inglês. O sistema multipartidário é dominado pelo Partido Liberal Progressista e pelo Movimento Nacional Livre. A constituição protege a liberdade de expressão, imprensa, culto, movimento e associação .

## Desenvolvimentos políticos
Na primeira metade do século 20, as Bahamas eram amplamente controladas por um grupo de comerciantes brancos influentes conhecidos como "Bay Street Boys", que dominavam tanto a economia quanto a legislatura. O poder executivo cabia ao Governador em Conselho britânico.
O Partido Liberal Progressivo foi formado em 1953 para representar a maioria negra marginalizada e isso levou à formação do Partido Unificado das Bahamas pelos Bay Street Boys. Em 1964, os britânicos deram às Bahamas a autogovernança interna e o líder branco do UBP, Roland Symonette, tornou-se o primeiro premiê do país. Em 1967, sob a liderança de um jovem advogado negro chamado Lynden Pindling, o PLP foi eleito e levou as Bahamas à independência em 1973.
Uma coalizão de dissidentes do PLP e ex-membros do UBP formou o Movimento Nacional Livre (FNM) em 1971 sob a liderança de Cecil Wallace Whitfield. Após a morte de Whitfield em 1990, outro ex-PLP, Hubert Ingraham, tornou-se líder do FNM e levou o partido à vitória nas eleições gerais de 1992. O FNM foi reeleito por uma vitória esmagadora em 1997, mas perdeu para um PLP ressurgente, sob a liderança de seu ex-sócio jurídico Perry Christie, em 2002. Ingraham entregou a liderança do partido a Tommy Turnquest em 2002, mas em 2007, devido em parte ao escândalo de Anna Nicole Smith, ele voltou a liderar o FNM à vitória novamente por uma margem de cinco lugares.
Devido à ineficiência do governo de Ingraham, o PLP da Christie's recuperou o governo em um grande deslizamento de terra em 2012. O governo Christie foi mais uma vez caluniado por acusações de corrupção em massa e, em 2017, houve um retrocesso ainda maior para o FNM, deixando o PLP com apenas quatro cadeiras no parlamento

## Poder Executivo
As Bahamas são uma monarquia constitucional baseada no sistema de governo parlamentar de Westminster. A Rainha Elizabeth II é a chefe de estado. Ela é representada cerimonialmente por um governador-geral das Bahamas que atua sob o conselho do primeiro-ministro e do gabinete.
O líder do partido da maioria no parlamento atua como primeiro-ministro e chefe de governo. O gabinete consiste de pelo menos nove membros, incluindo o primeiro-ministro e ministros dos departamentos executivos. Eles respondem politicamente à Câmara dos Deputados.
O governador-geral nomeia o presidente do Supremo Tribunal, a conselho do primeiro-ministro e líder da oposição. Outros juízes são nomeados por recomendação de uma comissão judiciária. O Conselho Privado de Londres atua como a mais alta corte de apelação das Bahamas.

## Poder Legislativo

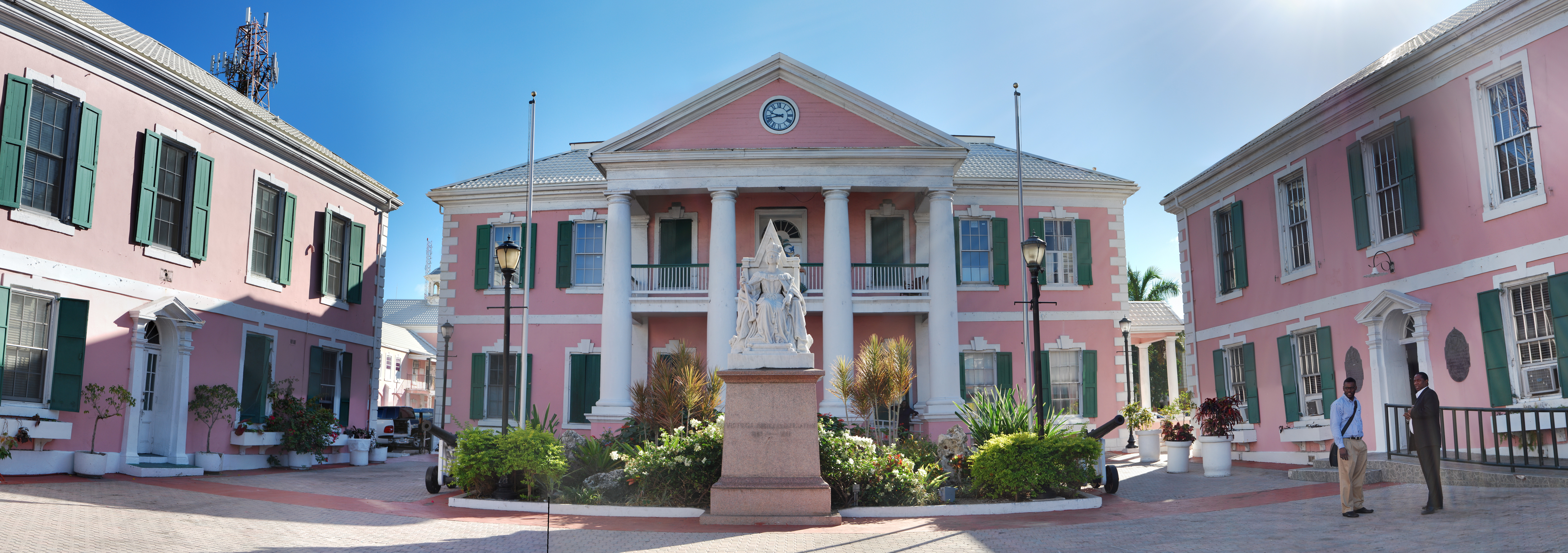
Parlamento das Bahamas, localizado no centro de Nassau

A Casa da Assembleia é composta por 38 membros, eleitos por constituintes individuais para mandatos de cinco anos. Como no sistema de Westminster, o governo pode dissolver o parlamento e convocar eleições a qualquer momento. A Câmara da Assembleia desempenha todas as principais funções legislativas.
O Senado é composto por 16 membros nomeados pelo governador-geral, incluindo nove por conselho do primeiro-ministro, quatro por conselho do líder da oposição e três por conselho do primeiro-ministro após consulta com o líder do oposição.

## Participação de organização internacional
- ACP
- Organização Mundial da Alfândega
- Banco de Desenvolvimento do Caribe
- Comunidade do Caribe (Caricom)
- Comissão Econômica das Nações Unidas para a América Latina e o Caribe
- Food and Agriculture Organization
- Grupo de 77
- BID
- Banco Internacional para Reconstrução e Desenvolvimento
- ICAO
- ICFTU
- Movimento Internacional da Cruz Vermelha e do Crescente Vermelho
- Corporação Financeira Internacional
- Federação Internacional das Sociedades da Cruz Vermelha e do Crescente Vermelho
- Organização Internacional do Trabalho
- Fundo Monetário Internacional
- Organização Marítima Internacional
- Comitê Olímpico Internacional
- União Internacional de Telecomunicações
- Inmarsat
- Intelsat
- Interpol
- Sistema Econômico Latino-Americano
- Movimento não alinhado
- Organização dos Estados Americanos
- OPANAL
- Organização para a proibição de armas químicas
- Conferência das Nações Unidas sobre Comércio e Desenvolvimento
- UNESCO
- Organização das Nações Unidas para o Desenvolvimento Industrial
- Nações Unidas
- União Postal Universal
- Organização Mundial da Saúde
- Organização Mundial da Propriedade Intelectual
- Organização Meteorológica Mundial
- Organização Mundial do Comércio (requerente)